# 17807 Ericpearce
17807 Ericpearce (1998 FT74) là một tiểu hành tinh vành đai chính được phát hiện ngày 1998 Mar. 19 by Chương trình nghiên cứu đối tượng gần Trái Đất của đài thiên văn Lowell ở trạm Anderson Mesa.